# 最普通的恋爱
为2019年上映的韩国爱情喜剧片，是导演金嫺潔执导的首部电影长片，由金来沅、孔曉振主演。影片讲述各自被前恋人伤害的一对男女，在同一家公司工作时发生的故事，于2019年10月2日在韩国上映。
放映版权销往包括新加坡、马来西亚、越南在内的22个国家和地区。2019年10月9日，上映仅8天就突破150万观影人次的损益平衡点。

## 演员阵容

### 主要人物
- 金来沅 饰演 载勋
- 孔曉振 饰演 善英

### 其他人物
- 姜其永 饰演 炳哲
- 鄭雄仁 饰演 宽洙
- 张少妍 饰演 美英
- 李彩恩 饰演 景恩
- 鄭惠蓮 饰演 允珠
- 孫宇賢 饰演 度允
- 朴根禄 饰演 姜师傅
- 朱玟炅 饰演 珠熙
- 池一株 饰演 东和
- 吴东旻 饰演 贤圣
- 成炳淑 饰演 善英的母亲
- 车重元 饰演 视频设计组职员
- 申敏宰 饰演 视频设计组职员
- 孙英顺 饰演 玉米老奶奶
- 孙珊 饰演 居酒屋的姑娘
- 李胜灿 饰演 居酒屋的经理
- 赵在莞 饰演 摄影师
- 金荣 饰演 辅助工作人员
- 郑铉奎 饰演 泡菜汤饭馆职员
- 孙成灿 饰演 善英公寓的警卫
- 林智亨 饰演 啤酒屋青年

### 特别出演
- 车烨 饰演 妈妈车老板
- 尹敬浩 饰演 正秀
- 孫汝恩 饰演 秀晶